# San Metrano
Metrano (o Metras) (Egitto, ... – Alessandria d'Egitto, 249) fu un martire cristiano, venerato come santo dalla Chiesa cattolica che ne fissa la memoria al 31 gennaio.

## Biografia
Le notizie sulla vita di Metrano provengono in gran parte da un'accurata descrizione fornita dal Martirologio Romano; essa infatti ce lo presenta come un martire di Alessandria, in Egitto, crudelmente linciato dalla popolazione pagana in un giorno imprecisato del 249. Elogiato per la prima volta nel Martirologio di Usuardo (risalente al IX secolo), il santo è stato menzionato anche in altri documenti latini, dai quali è stato poi trasferito nel Martirologio Romano.
Metrano era un anziano di Alessandria, nato nella stessa città probabilmente nella seconda metà del II secolo; scampato, a quanto pare, alle feroci persecuzioni contro i cristiani scatenate dall'imperatore Filippo l'Arabo (244-249) nella città egiziana (nella quale subì il martirio Santa Apollonia, conterranea del santo), Metrano venne preso di mira dai pagani del posto, in seguito all'editto contro i Cristiani promulgato dall'imperatore Decio (249-251). 
Catturato dalla folla inferocita, il santo venne costretto a pronunciare parole empie, bestemmiando il suo dio e onorando gli dèi pagani; al suo rifiuto, i pagani, travolti dall'ira, si accanirono contro di lui, colpendolo con mazze e trafiggendogli il volto e gli occhi con chiodi appuntiti. Infine lo condussero fuori città e lo finirono a colpi di pietra, motivo per cui quest'ultima è divenuta suo attributo principale.